# Beatrice Warde
Beatrice Warde (Nova Iorque, 20 de setembro de 1900 - 16 de setembro de 1969) foi uma tipógrafa, pesquisadora e escritora norte-americana. Foi diretora de marketing da empresa britânica Monotype Corporation, cujo trabalho foi fundamental para os padrões de impressão e tipografia, tanto no Reino Unido quanto no resto mundo na metade do século XX. É reconhecida ainda hoje como uma das poucas mulheres tipógrafas do mundo.
Sua escrita defendia padrões mais elevados em impressão e defendia o uso inteligente de fontes históricas do passado, que a Monotype se especializou em reviver, além de defender o trabalho de tipógrafos contemporâneos.
É conhecida como a "primeira dama da tipografia".

## Biografia
Nascida na cidade de Nova Iorque, com o nome de solteira de Beatrice Becker, Beatrice era a única filha de Gustave Becker, professor de piano e compositor musical do Texas, de origem alemã e da jornalista e crítica literária May Lamberton Becker, que trabalhava para o New York Herald Tribune. Quando tinha 4 anos, sua avó se mudou para a casa da família e começou a educar a menina. Em uma casa repleta de livros, não foi difícil fazê-la gostar da leitura e da escrita. May, muitas vezes escrevia sobre a filha em suas colunas, tendo sido também autora de livros infantis. Em algum momento entre 1905 e 1911, o casamento dos Becker entrou em crise e terminou. Foi por volta dessa época que ela foi matriculada na escola.
Sua primeira escola foi a Horace Mann, em Nova York. Precoce para a idade e tendo recebido educação em casa, ela pode pular duas séries. Em seu tempo na Mann, foi editora do jornal da escola, onde praticou a escrita e aprofundou seu interesse por poesia e peças teatrais. Aos 13 anos, a escola a fez conhecer a arte da caligrafia, que a levou a buscar mais informações sobre tipografia e sua história. A curiosidade e o interesse, porém, não a levaram a estudar em um área correlata, já que esta era uma indústria essencialmente masculina, que barrava a participação de mulheres. Para Beatrice, qualquer pessoa com noção de design e o conhecimento necessário deveria ter condições de trabalhar na área, independente de ser mulher ou não.
Em 30 de dezembro de 1922, ela se casou com Frederic Warde, gráfico da Universidade Princeton e tipógrafo, mas quando o casal se mudou para a Europa, em 1925, o casamento acabou e eles se divorciaram no ano seguinte.

## Carreira

### American Type Founders
Foi depois de se formar na faculdade que Beatrice conheceu o tipógrafo Bruce Rogers. Ele a indicou para trabalhar como bibliotecária assistente na American Type Founders (ATF), empresa criada em 1892 pela fusão de 23 outras empresas, que dominava 85% do mercado norte-americano de tipografia. Começou trabalhando em Jersey City, sob supervisão de Henry Lewis Bullen, onde aproveitou para ler e estudar. Foi também nessa época que ela conheceu grandes tipógrafos, como Daniel Berkeley Updike e Stanley Morison, que mais tarde teriam grande influência em sua vida profissional. Foi por intermédio de Stanley que seu marido foi contratado para trabalhar em Londres.
Enquanto trabalhava na ATF, Beatrice ficou intrigada com um comentário de Bullen. A empresa estava revivendo a fonte "Garamond", supostamente atribuída a Claude Garamond e Bullen acreditava que se tratava de trabalho de outra pessoa já que nunca a viu em nenhum livro do período. Em 1925, ela se muda para a Europa, ao notar que o futuro da tipografia se encontrava em Londres devido ao sistema monotipo.

### Pesquisa histórica
Devido ao comentário de Bullen sobre a fonte "Garamond", Beatrice passou bastante tempo investigando suas origens e publicou os resultados da pesquisa no periódico britânico de tipografia The Fleuron, em 1926, com o pseudônimo de "Paul Beaujon". Sua escolha por um nome masculino foi por saber que mulheres escritoras, geralmente, não eram levadas a sério. Beatrice concluiu que muitos tipos de letra anteriormente atribuídos a Claude Garamond foram na verdade feitos 90 anos depois por Jean Jannon, o que foi uma grande contribuição para os estudos na área. Uma conclusão do artigo, porém foi desmentida por documentos do Ministério da Cultura da França provando que Jannon não roubou os tipos, mas foi contratado e pago para produzi-los. A escolha de um pseudônimo francês, segundo Beatrice, foi para acrescentar um ar de mistério e confundir alguns leitores ingleses sobre a capacidade de "Paul Beaujon" em citar Lewis Carroll.

### Monotype Corporation
Depois de publicar seu artigo no The Fleuron, "Paul Beaujon" recebeu um convite de trabalho por meio período como editor do Monotype Recorder, em 1927, que Beatrice prontamente aceitou, deixando os executivos da Monotype Corporation abobalhados quando no lugar de um homem entrou uma mulher. Em 1929, ela foi promovida a diretora de marketing, cargo que ocupou até sua aposentadoria, em 1960.

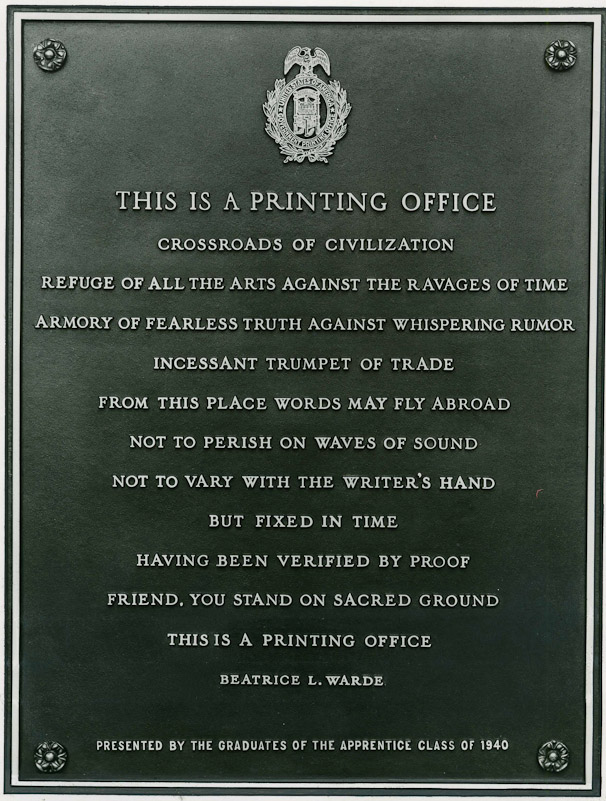
Manifesto de Beatrice na entrada do Departamento de Impressão do Governo dos Estados Unidos

Seu trabalho consistia, basicamente em bolar campanhas de marketing para os novos produtos da Monotype. Trabalhando com Stanley Morison, Beatrice criou material de propaganda e palestras que conectaram o sentimento nacionalista britânico com uma identidade visual das corporações e às visões funcionalistas da eficiência. Esse tipo de atividade promocional alinhava as intenções políticas e públicas da Nova Tipografia de Jan Tschichold com os objetivos do negócio. Norteada pelo princípio de que a legibilidade era chave da boa tipografia, Beatrice trabalhou com Eric Gill para lançar e promover a fonte Gill Sans, que influenciou várias outras, como a Helvetica.
Beatrice cunhou o famoso manifesto This is a Printing Office, para demonstrar o uso da fonte Perpetua. Desde então, o manifesto tem sido usado em diversos departamentos de impressão, em placas de bronze, como o que existe na entrada do Departamento de Impressão do Governo dos Estados Unidos, tendo sido traduzido para diversos idiomas.

## Morte
Depois da aposentadora, Beatrice continuou viajando e dando palestras sobre tipografia, mas sua saúde, física e mental começou a deteriorar após a morte de Stanley Morison, em 1967. A depressão praticamente a destruiu e ela faleceu em 16 de setembro de 1969, em sua casa, tendo sido sepultada em Epsom, ao sul de Londres.

## Legado
O Beatrice Warde Scholarship é um prêmio da Type Directors Club para incentivar o ensino da tipografia para mulheres, nomeado em homenagem à Beatrice, que foi seu primeiro membro.
"The Crystal Goblet" é um ensaio de Beatrice sobre o uso "invisível" da tipografia, que determina que ela deve ser clara e concisa em apresentar seu conteúdo e não chamar atenção para si. É um dos mais famosos textos tipográficos do mundo, considerado leitura essencial e obrigatória para os designers gráficos. Tendo sido reeditado, foi publicado na forma de livro com o título "The Crystal Goblet: sixteen essays on typography".
O Beatrice Warde Memorial Lecture é uma conferência anual da St. Bride Foundation para grandes personalidades da tipografia apresentarem seus trabalhos e reflexões.